# Tibullus

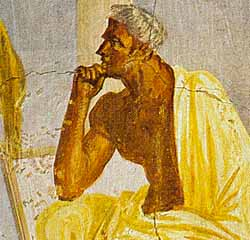
Tibullus

Albius Tibullus, född omkring 55 f.Kr. i närheten av Pedum (mellan Tibur och Praeneste) av riddarfamilj, död 19 eller 18 f.Kr., var en romersk skald. Tillsammans med Ovidius räknas han som myntare av benämningen Den eviga staden för Rom.

## Biografi
I yngre år deltog Tibullus i krigståg, som vän och följeslagare till Marcus Valerius Messalla Corvinus (konsul 31 f.Kr.), vilkens fälttåg i Akvitanien 31-30 och triumf 27 f.Kr. han besjöng i ett vackert kväde. Tibullus hade dock ingen smak för fältlivet, utan längtade till sin lantgårds ljuva lugn och kärlekens idyller.
Horatius ger (i Epistolae I, 4) ett slags teckning av Tibullus person, i det han säger:
"Albius, du som ärligt bedömt de satirer jag diktat,
vad skall jag tro, att du sysslar med nu, i trakten
av Pedum? Skriver du något, som lämnar Cassius
från Parma bakom sig, eller strövar du kring i den
hälsobringande skogen, tänkande på vad som hövs
och anstår den vise och gode? Du är ju ej blott en
kropp, utan själ och ande och hjärta; gudarna gav
dig skönhet och pengar och konsten att njuta. Vad
kan en moder önska sin son, som är större än detta:
vishet och kraft att ge ord åt allt, som du tänker
och känner, gunst hos vänner och rykte och hälsa i
rikaste måtto; allt, som skänker åt livet fröjd –
och en kassa, som räcker".
Hälsan synes dock ha svikit Tibullus, ty han dog ung. 
Redan tidigt hängav Tibullus sig åt kärleken till den sköna Delia (det rätta namnet skall ha varit Plania), av vilken han längre fram övergavs. Från den tid, under vilken förbindelsen med henne varade, härstammar hans skönaste dikter, nämligen 1, 3, 5, 2 och 6 i 1:a boken (1-10) av hans Elegiae (4 böcker).
Mindre tilltalande, förmodligen också ej till fullo utarbetade av honom själv, är elegierna till den kalla och vinningslystna Nemesis, vilka upptar större delen av 2:a boken (1-6). Den 3:e (1-6), som handlar om Lygdamus' kärlek till Negera, har utan tvivel en annan författare, likaså den av lärdom och konstnärlighet utmärkta l:a sången i 4:e boken, Panegyricus in Messalam. Vissa av dikterna i samlingen är verk av poeten Sulpicia.
Tibullus visar sig, särskilt i Delia-sångerna, som en mästare i den elegiska dikten. Han framstår som en sann och naturlig tolk av ett själsliv, rikt på varma känslor och stämningar, men framför allt genomträngt av svärmisk hängivenhet åt den sällhet han drömmer sig på den från barndomen honom så kära lantgården vid den älskades bröst. Intet sökt eller beräknat tränger sig fram; hans hjärtas hopp och farhågor, den naiva uppfattningen av den lantliga trevnadens förmåner och behag samt av dess bruk och föreställningssätt, det stundom av den hårda verklighetens prövningar framkallade svårmodet, allt speglar sig i hans åskådliga och klara diktning, vilken för övrigt i formen, särskilt genom avrundningen av enskilda distika, röjer ädel värdighet och motsvarighet till innehållet.